# Бургунд
Бургунд - міфічний засновник бургундів. Він був названий одним з п'яти синів Арменона, або Ірміна, у праці  Неннія Історія Бритонії. Ірмін був сином Манна (алани в Historia Brittonum), в міфах - богом війни або першою людиною, що живе в Європі.